# إيليا ديمين
إيليا ديمين هو لاعب كرة قدم روسي في مركز الوسط، ولد في 22 يوليو 1996 في إيفانوفو في روسيا. لعب مع FC Tekstilshchik Ivanovo ‏.